# Sovet-Kvadzhe
Sovet-Kvadzhe (del ruso: Совет-Квадже) es un microdistrito perteneciente al distrito de Lázarevskoye de la unidad municipal de la ciudad-balneario de Sochi, en el krai de Krasnodar situado al sur de Rusia. 
Está situado en la zona noroeste del distrito, al norte de la desembocadura del río Neozhibannaya en el mar Negro, que le separa de Golubaya Dacha. Al norte siguiendo la escarpada costa se halla Makopse. 

## Historia
Inicialmente era denominado Golubeva Dacha por ser la casa de campo del terratiente L. Golubev. En 1869 parte de las tierras eran de A. N. Krivenko. En 1896 se hallaba en el emplazamiento del moderno microdistrito la hacienda Sibiriakova. En una guía del Cáucaso de 1909 aparece aquí la granja Klo-Dashe, propiedad de L. Golubev. En 1931, la localidad es rebautizada como Sovet-Kvadzhe e integrada en el raión nacional shapsug. Desde el 13 de marzo de ese año hasta el 15 de enero de 1934 es designado centro administrativo del raión nacional. 

## Transporte
La localidad cuenta con una plataforma ferroviaria (Smena) en la línea Tuapsé-Sujumi del ferrocarril del Cáucaso Norte. La carretera federal M27 constituye el eje este-oeste principal del microdistrito, en la que tienen parada varios autobuses.

## Lugares de interés
La localidad cuenta con numerosos establecimientos hoteleros para los veraneantes en su playa y alrededores montañosos.